# Pleuroxia everardensis
Pleuroxia everardensis är en snäckart som först beskrevs av Bednall 1892.  Pleuroxia everardensis ingår i släktet Pleuroxia och familjen Camaenidae. Inga underarter finns listade i Catalogue of Life.